# Galliera (przystanek kolejowy)
Galliera (wł. Stazione di Galliera) – przystanek kolejowy w Galliera, w prowincji Bolonia, w regionie Emilia-Romania, we Włoszech. Znajduje się na linii Bolonia – Ankona. 
Według klasyfikacji Rete Ferroviaria Italiana ma kategorią brązową.

## Linie kolejowe
- Linia Bolonia – Ankona